# Pournoy-la-Chétive
Pour l’article homonyme, voir Pournoy-la-Grasse.
Pournoy-la-Chétive est une commune française située dans le département de la Moselle en région Grand Est.

## Géographie
Pournoy-la-Chétive est un village situé au sud du Pays messin, sur la rive gauche de la Seille.

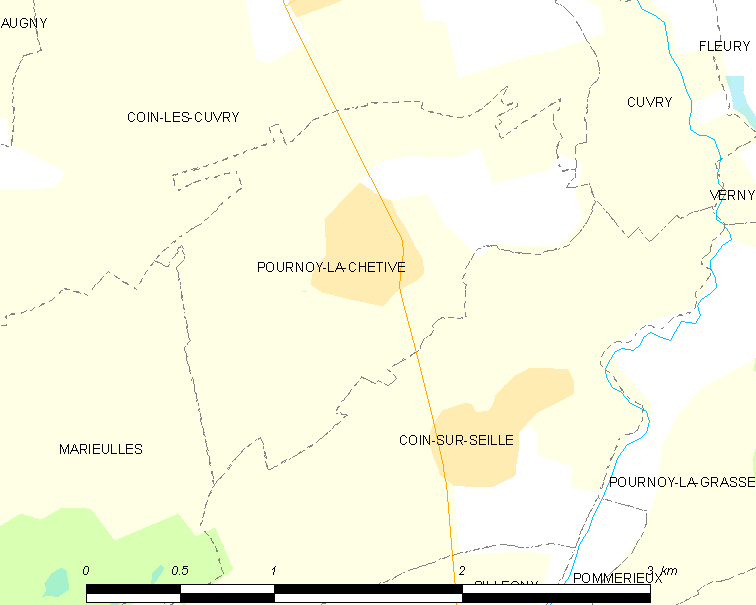
Carte de la commune.

### Communes limitrophes
| Coin-lès-Cuvry |                    | Cuvry           |
|                | Pournoy-la-Chétive |                 |
| Marieulles     |                    | Coin-sur-Seille |

### Hydrographie
La commune est située dans le bassin versant du Rhin au sein du bassin Rhin-Meuse. Elle est drainée par le Grand Fossé et le fossé du Pré-Saint-Laurent.
Le Grand Fossé, d'une longueur totale de 10,3 km, prend sa source dans la commune de Marieulles et se jette  dans la Seille à Cuvry, après avoir traversé quatre communes.

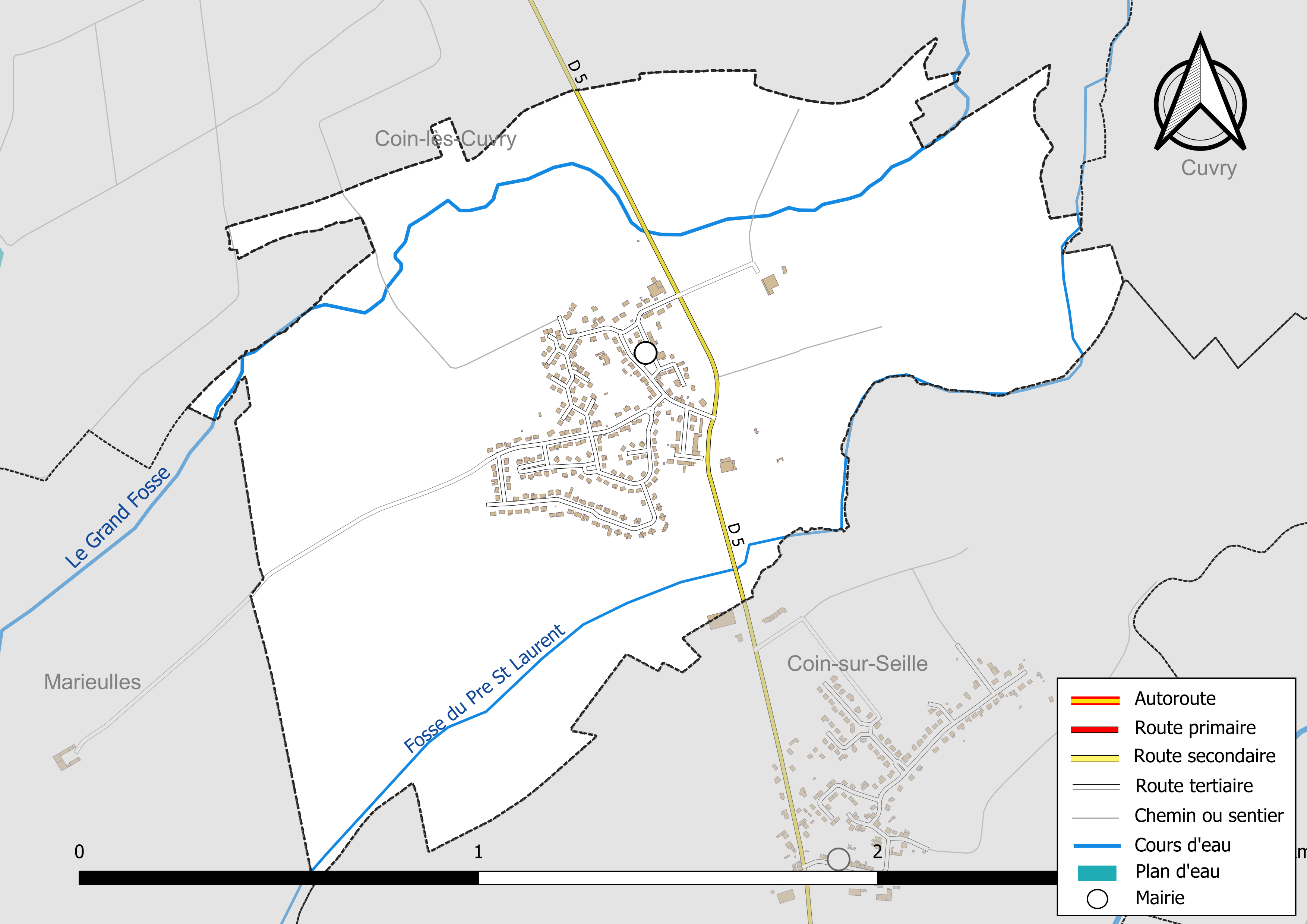
Réseaux hydrographique et routier de Pournoy-la-Chétive.

La qualité des eaux des principaux cours d’eau de la commune, notamment du Grand Fosse, peut être consultée sur un site spécial géré par les agences de l’eau et l’Agence française pour la biodiversité.

### Climat
Pour des articles plus généraux, voir Climat du Grand Est et Climat de la Moselle.
En 2010, le climat de la commune est de type climat océanique dégradé des plaines du Centre et du Nord, selon une étude du Centre national de la recherche scientifique s'appuyant sur une série de données couvrant la période 1971-2000. En 2020, Météo-France publie une typologie des climats de la France métropolitaine dans laquelle la commune est exposée à un climat semi-continental et est dans la région climatique  Lorraine, plateau de Langres, Morvan, caractérisée par un hiver rude (1,5 °C), des vents modérés et des brouillards fréquents en automne et hiver. 
Pour la période 1971-2000, la température annuelle moyenne est de 9,7 °C, avec une amplitude thermique annuelle de 16,6 °C. Le cumul annuel moyen de précipitations est de 735 mm, avec 11,5 jours de précipitations en janvier et 9 jours en juillet. Pour la période 1991-2020, la température moyenne annuelle observée sur la station météorologique de Météo-France la plus proche, « Metz-Frescaty », sur la commune d'Augny à 5 km à vol d'oiseau, est de 11,1 °C et le cumul annuel moyen de précipitations est de 713,5 mm. 
La température maximale relevée sur cette station est de 39,7 °C, atteinte le 25 juillet 2019 ; la température minimale est de −23,2 °C, atteinte le 17 février 1956,,. 
Les paramètres climatiques de la commune ont été estimés pour le milieu du siècle (2041-2070) selon différents scénarios d'émission de gaz à effet de serre à partir des nouvelles projections climatiques de référence DRIAS-2020. Ils sont consultables sur un site spécial publié par Météo-France en novembre 2022.

## Urbanisme

### Typologie
Au 1er janvier 2024, Pournoy-la-Chétive est catégorisée bourg rural, selon la nouvelle grille communale de densité à sept niveaux définie par l'Insee en 2022.
Elle est située hors unité urbaine. Par ailleurs la commune fait partie de l'aire d'attraction de Metz, dont elle est une commune de la couronne,. Cette aire, qui regroupe 245 communes, est catégorisée dans les aires de 200 000 à moins de 700 000 habitants,.

### Occupation des sols
L'occupation des sols de la commune, telle qu'elle ressort de la base de données européenne d’occupation biophysique des sols Corine Land Cover (CLC), est marquée par l'importance des territoires agricoles (89 % en 2018), en diminution par rapport à 1990 (90,2 %). La répartition détaillée en 2018 est la suivante : 
terres arables (74,3 %), prairies (14,6 %), zones urbanisées (11 %). L'évolution de l’occupation des sols de la commune et de ses infrastructures peut être observée sur les différentes représentations cartographiques du territoire : la carte de Cassini (XVIIIe siècle), la carte d'état-major (1820-1866) et les cartes ou photos aériennes de l'IGN pour la période actuelle (1950 à aujourd'hui).

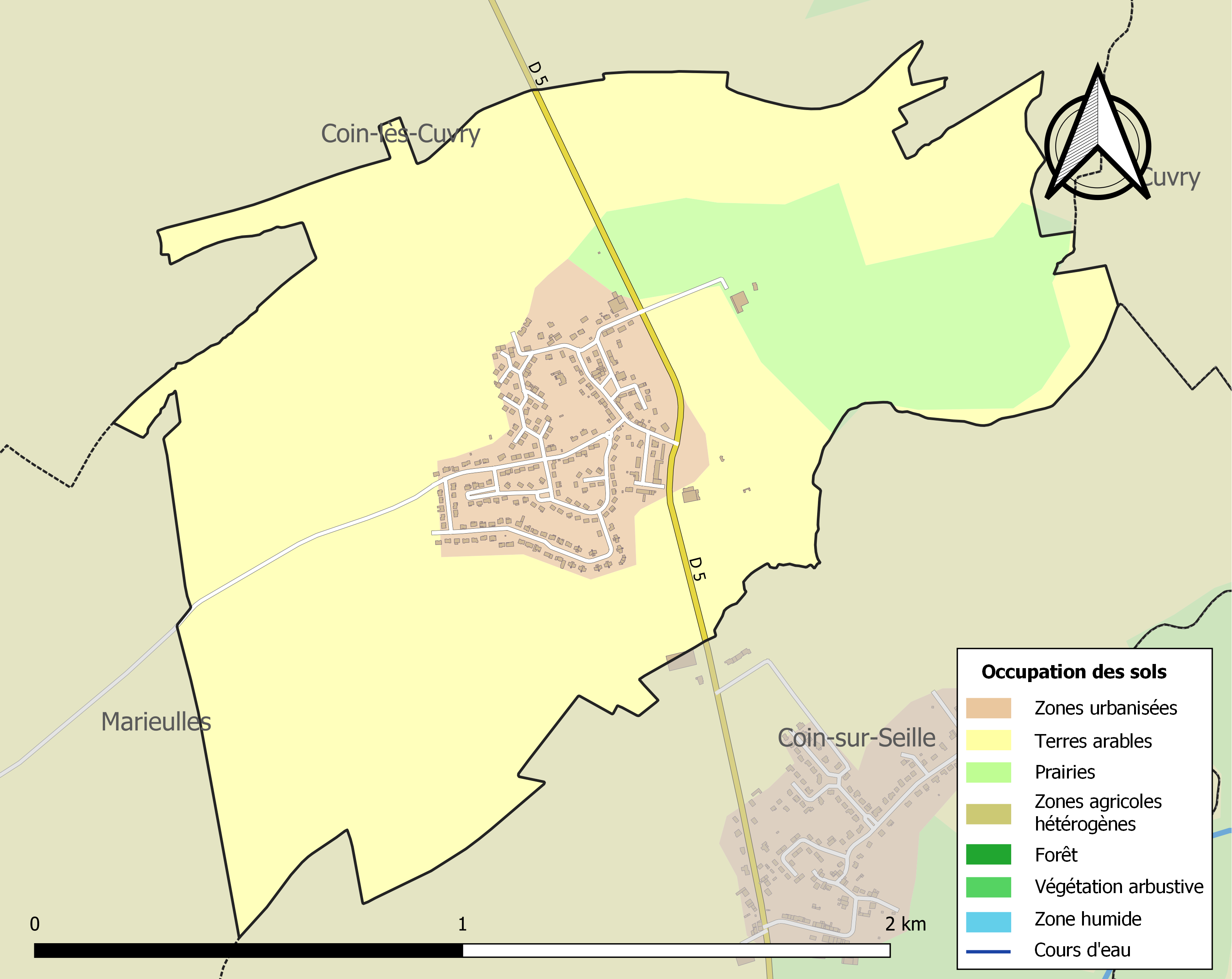
Carte des infrastructures et de l'occupation des sols de la commune en 2018 (CLC).

## Toponymie
Prenoy-la-Chaitifve (1404) ; Pougnoy, Pourgnoy la Chétive (1518) ; Prenoy la Chétive (1544) ; Prenoy ou Pounoy la Chetifve (1594) ; Pourboy la Chative (1608) ; Ponnoy (1742) ; Ponoi le Chatrice (1756). En lorrain : Poneu lai Chaitif ou lai p'tiat Poneu.
Du latin prunus, était planté de pruniers.
 Chétive  est issu du latin captivus, ("captif, prisonnier") indique au Moyen Âge quelqu'un ou quelque chose de "pauvre", de "faible" ou de "malheureux".
Se distingue de Pournoy-la-Grasse, à seulement quelques kilomètres de là. La différence entre les deux Pournoy lorrains a dû être marquée au Moyen Âge par une richesse de l'un par rapport à l'autre, richesse absolue ou de qualité de la terre à labourer.

## Histoire
- Dépendait de l'ancien Pays messin, en l'Isle.
- Domaine de l'église de Metz contesté par le duc de Lorraine.
- Par le traité de Nomeny (1604), Pournoy-la-Chétive fut attribuée à Metz.
- De 1790 à 2015, Pournoy-la-Chétive était une commune de l'ex-canton de Verny.

## Politique et administration
| Période                                  | Période   | Identité       | Étiquette | Qualité |
| ---------------------------------------- | --------- | -------------- | --------- | ------- |
| mars 1995                                | mars 2001 | Paul Didelon   |           |         |
| mars 2001                                | mai 2014  | Adrien TRESSON |           |         |
| mars 2014                                | mai 2020  | Martine MICHEL |           |         |
| mai 2020                                 | En cours  | Martine Michel |           |         |
| Les données manquantes sont à compléter. |           |                |           |         |

## Démographie
L'évolution du nombre d'habitants est connue à travers les recensements de la population effectués dans la commune depuis 1793. Pour les communes de moins de 10 000 habitants, une enquête de recensement portant sur toute la population est réalisée tous les cinq ans, les populations de référence des années intermédiaires étant quant à elles estimées par interpolation ou extrapolation. Pour la commune, le premier recensement exhaustif entrant dans le cadre du nouveau dispositif a été réalisé en 2006.

En 2022, la commune comptait 613 habitants, en évolution de −4,52 % par rapport à 2016 (Moselle : +0,52 %, France hors Mayotte : +2,11 %).
| 1793 | 1800 | 1806 | 1821 | 1836 | 1841 | 1861 | 1866 | 1871 |
| ---- | ---- | ---- | ---- | ---- | ---- | ---- | ---- | ---- |
| 163  | 180  | 172  | 203  | 205  | 211  | 191  | 194  | 149  |

| 1875 | 1880 | 1885 | 1890 | 1895 | 1900 | 1905 | 1910 | 1921 |
| ---- | ---- | ---- | ---- | ---- | ---- | ---- | ---- | ---- |
| 143  | 130  | 127  | 123  | 116  | 113  | 107  | 121  | 177  |

| 1926 | 1931 | 1936 | 1954 | 1962 | 1968 | 1975 | 1982 | 1990 |
| ---- | ---- | ---- | ---- | ---- | ---- | ---- | ---- | ---- |
| 118  | 121  | 99   | 135  | 152  | 170  | 345  | 563  | 520  |

| 1999 | 2006 | 2011 | 2016 | 2021 | 2022 | - | - | - |
| ---- | ---- | ---- | ---- | ---- | ---- | - | - | - |
| 666  | 684  | 648  | 642  | 619  | 613  | - | - | - |

## Culture locale et patrimoine

### Lieux et monuments
- Église Saint-Rémi, moderne, par Madeline : vitraux de Kopp ; le clocher de l'ancienne église était fortifié.

### Personnalités liées à la commune
- Joseph Adam (1778-1829), capitaine au 10e régiment d’infanterie légère, officier de la Légion d’honneur (1813), né à Pournoy-la-Chétive[20].
- François Lacour (1790-1845), sergent d’infanterie, garde des eaux et forêts, chevalier de la Légion d’honneur (1813), né à Pournoy-la-Chétive[21].
- Dominique Henry (1825-1906), capitaine d’infanterie, médaille militaire (1859), médaille d’Italie, chevalier de la Légion d’honneur (1868), né à Pournoy-la-Chétive[22].
- Antoine Petitmangin (1839-1911), adjoint principal de 1re classe du génie, médaille militaire (1870), chevalier de la Légion d’honneur (1892), né à Pournoy-la-Chétive[23].

### Héraldique
| Blason de Pournoy-la-Chétive | Blason  | Parti: au 1er d'or à une bande de gueules chargée de trois alérions d'argent, au 2e coupé au I de gueules à trois tours d'argent rangées et posées en bande et au II d'or à la tour de sable, ouverte du champ. |
| Blason de Pournoy-la-Chétive | Détails | Le statut officiel du blason reste à déterminer. |

## Pour approfondir